# يوسوك كانيكو
يوسوك كانيكو (باليابانية: 金子祐介؛ بالكانا: かねこ ゆうすけ) هو متزلج قفز ياباني، ولد في 18 أبريل 1976 في سابورو في اليابان.

## وصلات خارجية
- يوسوك كانيكو على موقع الاتحاد الدولي للتزلج (القفز التزلجي) (الإنجليزية)